# Лавранчук Георгій Іванович
Георгій Іванович Лавранчук (26 грудня 1934, село Гіндешти, тепер Флорештського району, Молдова — 14 листопада 2009, місто Москва, тепер Російська Федерація) — молдавський радянський державний діяч, 1-й секретар ЦК ЛКСМ Молдавії, міністр внутрішніх справ Молдавської РСР, голова КДБ Молдавської РСР, генерал-лейтенант. Кандидат у члени ЦК Комуністичної партії Молдавії в 1961—1962 і 1976—1986 роках. Член ЦК Комуністичної партії Молдавії в 1962—1971 і 1986—1991 роках. Кандидат у члени Бюро (Президії) ЦК Комуністичної партії Молдавії в 1962—1967 і травні 1989—1990 роках. Депутат Верховної Ради Молдавської РСР 4-го і 11-го скликань.

## Життєпис
Народився в селянській родині. З вересня 1950 по 1954 рік навчався в педагогічному училищі імені Бориса Главана міста Бєльці Молдавської РСР.
У вересні 1954 — 1959 року — студент Кишинівського державного педагогічного інституту імені Йона Крянге. З червня по липень 1959 року — незвільнений секретар комітету комсомолу педагогічного інституту.
У липні — серпні 1959 року — 2-й секретар Червоноармійського районного комітету ЛКСМ Молдавії міста Кишинева.
У серпні 1959 — січні 1960 року — 1-й секретар Ленінського районного комітету ЛКСМ Молдавії міста Кишинева.
У січні 1960 — 1961 року — секретар ЦК ЛКСМ Молдавії — завідувач відділу пропаганди та агітації ЦК ЛКСМ Молдавії.
Член КПРС з червня 1960 року.
У 1961 — лютому 1962 року — 2-й секретар ЦК ЛКСМ Молдавії.
У лютому 1962 — лютому 1967 року — 1-й секретар ЦК ЛКСМ Молдавії.
З березня 1967 по 1969 рік — помічник голови, в 1969—1976 роках — заступник голови, в 1976 — липні 1985 року — 1-й заступник голови Комітету державної безпеки (КДБ) Молдавської РСР.
16 липня 1985 — 23 січня 1989 року — міністр внутрішніх справ Молдавської РСР.
23 січня 1989 — 23 червня (24 травня) 1990 року — голова Комітету державної безпеки (КДБ) Молдавської РСР.
У червні 1990 року на настійну вимогу нового прем'єр-міністра Молдови Мірчі Друка змушений був залишити посаду, покинути Молдову та переїхати до Москви.
З грудня 1990 по серпень 1991 року — заступник начальника Управління «ОЗ» (боротьба із організованою злочинністю) Комітету державної безпеки при Раді Міністрів СРСР.
Після розпаду СРСР продовжував службу в системі Міністерства безпеки — Федеральної служби безпеки Російської Федерації. 1998 року в званні генерал-лейтенанта вийшов у відставку.
Помер 14 листопада 2009 року в Москві.

## Звання
- генерал-майор
- генерал-лейтенант

## Нагороди
- орден Трудового Червоного Прапора
- орден Червоної Зірки
- 9 медалей
- Почесний працівник державної безпеки